# Dictyna terrestris
Dictyna terrestris är en spindelart som beskrevs av James Henry Emerton 1911. Dictyna terrestris ingår i släktet Dictyna och familjen kardarspindlar. Inga underarter finns listade i Catalogue of Life.